# Resolutie 1244 Veiligheidsraad Verenigde Naties
Resolutie 1244 van de Veiligheidsraad van de Verenigde Naties werd met veertien stemmen voor en één onthouding – van China – aangenomen door de VN-Veiligheidsraad op 10 juni 1999, en plaatste Kosovo onder internationaal bestuur.

## Achtergrond
Toen Joegoslavië begin jaren 1990 uiteenviel ontstond een bloedige oorlog onder de voormalige deelrepublieken, waarvan de meeste onafhankelijk werden. Eén daarvan was de confederatie Servië en Montenegro, met haar zuidelijke provincie Kosovo. Het overgrote deel van de Kosovaarse bevolking bestaat uit Albanezen, waardoor de provincie onder Joegoslavië een grote autonomie kende. Die werd na het uiteenvallen door Servië ingetrokken, waarna het verzet tegen het land aangroeide. In 1996 nam het Kosovaarse Bevrijdingsleger de wapens op. Na internationale tussenkomst kwam Kosovo onder VN-bestuur te staan, en in 2008 verklaarde het zich onafhankelijk.

## Inhoud

### Waarnemingen
Er was niet voldaan aan vorige resoluties van de Veiligheidsraad over Kosovo, met name de resoluties 1160,
1199, 1203 en 1239.
De Veiligheidsraad wilde de ernstige humanitaire situatie in Kosovo oplossen en zorgen dat alle vluchtelingen veilig konden terugkeren. De raad veroordeelde het geweld tegen de bevolking alsook terreurdaden. Op 6 mei was een principeakkoord bereikt voor een oplossing.
Verder bevestigde de Veiligheidsraad de soevereiniteit en territoriale integriteit van Servië en Montenegro, alsook zijn oproep om aan Kosovo meer autonomie te verlenen.

### Handelingen
De Veiligheidsraad besliste dat de politieke oplossing gebaseerd moest zijn op de principes in de bijlagen °1 en °2. De raad eiste dat Servië en Montenegro het geweld en de onderdrukking in Kosovo beëindigde en zich eruit terugtrok. De Veiligheidsraad besloot ook dat er internationale aanwezigheid zou zijn in Kosovo en vroeg secretaris-generaal Kofi Annan een Speciale Vertegenwoordiger aan te stellen om dit te coördineren.
De lidstaten van de Verenigde Naties en internationale organisaties werden gemachtigd in Kosovo voor de veiligheid te zorgen. Die "aanwezigheid" kreeg onder meer tot taak nieuwe vijandelijkheden te voorkomen, toe te zien op de terugtrekking van Servië en Montenegro, Kosovaars-Albanese groepen te ontwapenen en te zorgen voor een veilige omgeving waarin vluchtelingen konden terugkeren.
De secretaris-generaal werd gemachtigd een burgerlijk bestuur op te zetten om Kosovo tijdelijk te besturen met een grote autonomie binnen Servië en Montenegro. Dat bestuur moest er ook voor zorgen dat Kosovo kon terugkeren naar normale levensomstandigheden, economisch herstel, ondersteuning van de humanitaire hulp, ordehandhaving en terugkeer van vluchtelingen.
De "aanwezigheid" en het burgerlijk bestuur werden ingesteld voor een periode van twaalf maanden en konden nadien eventueel worden verlengd.

## Verwante resoluties
- Resolutie 1222 Veiligheidsraad Verenigde Naties
- Resolutie 1239 Veiligheidsraad Verenigde Naties
- Resolutie 1247 Veiligheidsraad Verenigde Naties
- Resolutie 1252 Veiligheidsraad Verenigde Naties

Lijst ·  1220 ·  1221 ·  1222 ·  1223 ·  1224 ·  1225 ·  1226 ·  1227 ·  1228 ·  1229 ·  1230 ·  1231 ·  1232 ·  1233 ·  1234 ·  1235 ·  1236 ·  1237 ·  1238 ·  1239 ·  1240 ·  1241 ·  1242 ·  1243 ·  1244 ·  1245 ·  1246 ·  1247 ·  1248 ·  1249 ·  1250 ·  1251 ·  1252 ·  1253 ·  1254 ·  1255 ·  1256 ·  1257 ·  1258 ·  1259 ·  1260 ·  1261 ·  1262 ·  1263 ·  1264 ·  1265 ·  1266 ·  1267 ·  1268 ·  1269 ·  1270 ·  1271 ·  1272 ·  1273 ·  1274 ·  1275 ·  1276 ·  1277 ·  1278 ·  1279 ·  1280 ·  1281 ·  1282 ·  1283 ·  1284